# Zvětšování a zmenšování kruhů
Zvětšování a zmenšování kruhů je označení pro, zpravidla organické, chemické reakce, které mění velikost kruhů. Při těchto reakcích většinou vznikají a zanikají vazby C-C. Reakce tohoto druhu mohou probíhat mnoha různými mechanismy.

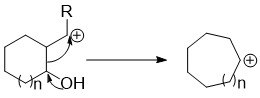
Přesun vazby během pinakolového přesmyku

## Demjanovovy reakce
Demjanovovy reakce spočívají v diazotaci aminocyklobutanů a aminocyklopropanů. Oddělení dusíku z diazoniových kationtů vede k tvorbě karbokationtů, které se přesmykují a následně jsou hydrolyzovány. Těmito reakcemi se mění aminocyklobutany na směsi hydroxycyklobutanů a hydroxymethylcyklopropanů; v jejich průběhu se vytváří rovnováha mezi dvojicí karbokationtů:
C4H +
7  ⇄ C3H5CH +
2 

## Karbenoidová zmenšování kruhů

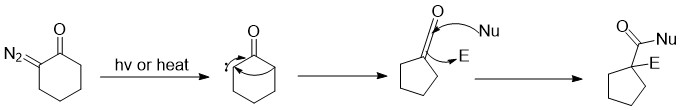
Mechanismus Wolffova přesmyku

Při Arndtově–Eistertově reakci uvolňuje α-diazoketon molekulu N2, čímž vzniká vysoce reaktivní sextetový uhlík v sousedství karbonylové skupiny. Takto vzniklý meziprodukt prochází Wolffovým přesmykem za tvorby esteru. Při použití cyklických α-diazoketonů dojde ke zmenšení kruhu; například u steroidů se takto přeměňují cyklopentanonové kruhy na cyklobutanové.

## Rozšiřování kruhů

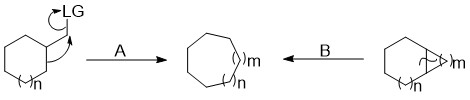
Rozšiřování kruhu přesunem exocyklické vazby (A) a otevíráním kruhu bicyklické molekuly (B)

Rozšiřování kruhu umožňují vytváření větších systémů, které se ostatními způsoby získávají obtížně. Tyto reakce mohou probíhat prostřednictvím reakcí skupin již navázaných na vnější stranu kruhů (pak se jedná o migrační inserce), otevíráním bicyklických molekul za vzniku jednoho většího kruhu, nebo přes uzavírání kruhů.
Rozšiřování kruhů lze dále rozdělit podle druhu atomů (uhlík nebo heteroatom) zapojených do rozšiřovaných kruhů.

### Inserce uhlíku při přesunech na exocyklické skupiny
Tyto reakce zahrnují exocyklické odstupující skupiny na uhlíkových atomech sousedících s kruhem a skupiny dodávající elektrony na kruzích, které mohou spustit přesun endocyklických vazeb.
Příkladem může být pinakolový přesmyk. Toto označení se používá pro vicinální dihydroxidové přesmyky, ale existují i jiné podobné reakce probíhající obdobnými mechanismy, například Tiffeneauův–Demjanovův přesmyk. Tyto „semipinakolové přesmyky“ probíhají za mírnějších podmínek a jsou tak vhodnější pro syntézy složitějších struktur.
Reakce tohoto druhu mají význam i mimo samotná rozšiřování kruhů, protože atakované exocyklické skupiny mívají na sebe navázané i jiné než odstupující skupiny. Skupiny, ke kterým se přesunují endocyklické vazby, lze selektivně navázat na kruhy podle již napojených skupin, například 1,2-adicí na cyklické ketony.

#### Otevírání bicyklických molekul

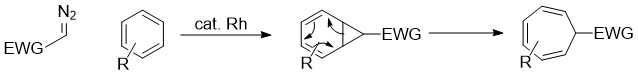
Mechanismus Buchnerova otevírání kruhů

K rozšiřování kruhů se často využívá otevírání bicyklických meziproduktů obsahujících cyklopropanové cykly. Tyto reakce začínají Simmonsovou-Smithovou cyklopropanací cyklických alkenů.
Podobným otevíráním kruhu založeným na cyklopropanech je Buchnerovo rozšiřování kruhů, ve kterém se přeměňují areny na cykloheptatrieny. Buchnerovo rozšiřování vytváří požadovaný produkt otevíráním s využitím navázání skupiny odtahující elektrony na přidávaný uhlík.
Otevírání kruhů jako součást rozšiřování je možné použít také na větší systémy; příkladem může být Grobova fragmentace. Podobně jako pinakolová migrace je Grobova fragmentace založená na skupinách dodávajících elektrony, které spouštějí přesuny vazby a ulehčují oddělení odstupujících skupin. Skupina dodávající elektrony může být pseudodonorem, který dodává elektronový pár na uhlík za současného štěpení vazby. Dowdovo–Beckwithovo rozšiřování kruhů dokáže také dodat na kruh více uhlíků zároveň, a je vhodným nástrojem pro vytváření velkých kruhů. Tato reakce probíhá přes bicyklický meziprodukt, přičemž otevírání kruhu a cyklizace jsou součástmi stejné radikálové reakce. Její pomocí lze rozšiřovat beta-ketoestery na ketony s velkými kruhy.

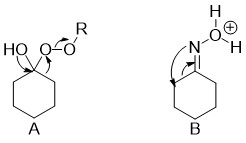
Přesun vazby během Baeyerovy-Villigerovy oxidace (A) a Beckmannova přesmyku (B)

### Navazování heteroatomů
Heteroatomy lze do kruhů zapojovat také reakcemi rozšiřujícími kruhy. Tyto reakce často probíhají migračními/inserčními mechanismy podobnými výše uvedeným reakcím napojujícím uhlík. Využití mají například u navazování dusíku Beckmannovým přesmykem při syntéze kodeinu a v Baeyerových-Villigerových oxidacích (kde se navazuje kyslík a vznikají cyklické ethery). Při obou těchto reakcích se odstupující skupina odděluje během přesunu alkylu na exocyklický heteroatom, čímž se podobají pinakolovým přesmykům.

## Zmenšování kruhů

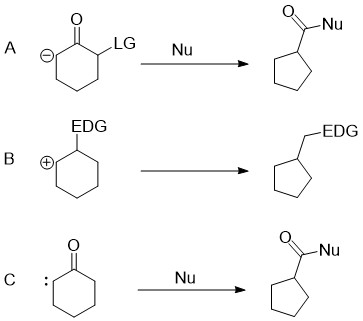
Zmenšování kruhů prostřednictvím aniontových (A), kationtových (B), a karbenoidových (C) reaktivních meziproduktů

Reakcemi zmenšujícími kruhy se získávají kruhy s větším úhlovým napětím, pokud se takto tvoří snadněji než přímými cyklizacemi, nebo je původní větší kruh dostupnější.
Reakce zmenšující kruhy mají své reaktivní meziprodukty, které zprostředkovávají zmenšení kruhu. Může jít o anionty, kationty, nebo karbenoidy.

### Favorského přesmyk
Mechanismus Favorského přesmyku zahrnuje atak karboaniontu na endocyklickém uhlíku a oddělení odstupující skupiny (v tomto případě halogenidu) za vzniku bicyklické molekuly s kruhy menšími než měla původní. Bicyklický meziprodukt je poté otevírán nukleofilním atakem na ketonu, čímž vznikne konečný produkt. Touto reakcí lze převádět cyklohexanony na methylester kyseliny cyklopropankarboxylové.

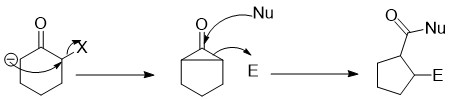
Mechanismus Favorského přesmyku; vytvořený anion není zobrazen.

Obdobou běžného Favorského přesmyku je reakce, kterou lze považovat za negativní pinakolový přesmyk; při ní se vytvoří vazba mezi aniontovou skupinou a odstupující skupinou, která se poté oddělí. Také byla popsána obdoba Favorského přesmyku, která nevyžaduje přidání nukleofilu.

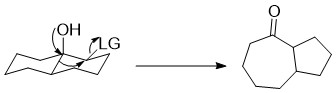
Pinakolový přesmyk vytvářející 5,7-bicyklickou molekulu

### Kationtové varianty
Zmenšování kruhů kationtovými přesmyky probíhají oddělením podstupující skupiny a přesunem endocyklické vazby na karbokation. Často se provádějí jako pinakolové přesmyky. Podobně jako rozšiřování kruhu vyžadují k přenosům skupin přítomnost skupin dodávajících elektrony.
Zmenšování jednoho kruhu lze spojit se zvětšováním jiného a tím z bicyklických molekul se stejně velkými jádry vytvořit produkty, jejichž části mají různou velikost. Takto bylo vytvořeno několik složitých molekul.